# Коростишівгаз
ПрАТ «Коростишівга́з» — приватна компанія зі штаб-квартирою в місті Коростишів, Житомирської області, яка займається розподіленням, транспортуванням та постачанням газу у Коростишівському районі Житомирської області.

## Історія
Підприємство бере свій початок від утвореного у 1976 році Коростишівського міжрайонного виробничого управління у складі Житомирського виробничого об'єднання газового господарства «Житомиргаз».
У 1993 році унаслідок перетворення Житомирського виробничого об'єднання на державне підприємство з газифікації та газопостачання «Житомиргаз», Коростишівське управління було відокремлено та створено ДП «Коростишівгаз».
У 1994 році державне підприємство «Коростишівгаз» шляхом корпоратизації перетворено у відкрите акціонерне товариство по газопостачанню та газифікації «Коростишівгаз» (наказ Державного комітету України по нафті і газу). Згодом підприємство стало публічним акціонерним товариством, а в 2017 році компанію перейменовано на приватне акціонерне товариство «Коростишівгаз»
У травні 2017 року Фонд державного майна України оголосив про продаж державного пакета акцій ПрАТ «Коростишівгаз» часткою 22,555 % і виставив його на торги на Українській фондовій біржі. 18 липня того ж року державний пакет акцій було приватизовано.
У 2013 році Антимонопольний комітет України оштрафував ПАТ «Коростишівгаз» на 68 тис. грн за зловживання монопольним становищем.
У 2018 році компанія просила підвищити тариф за розподіл газу в 7,3 разу, натомість інші газорозподільчі підприємства пропонували підвищення тарифу у 2,5-4 рази. Наприкінці того ж року НКРЕКП оштрафувала підприємство на 250 тис. грн за порушення ліцензійних умов провадження господарської діяльності з розподілу природного газу та здійснення заходів державного регулювання.